# Massa Lombarda
Massa Lombarda är en ort och kommun i provinsen Ravenna i regionen Emilia-Romagna i Italien. Kommunen hade 10 557 invånare (2018).